# Бионди, Мэтт
Мэттью Николас «Мэтт» Бионди (англ. Matthew Nicholas "Matt" Biondi, род. 8 октября 1965 в Пало-Алто, Калифорния, США) — американский пловец, 8-кратный олимпийский чемпион, 6-кратный чемпион мира, семнадцатикратный чемпион США и тринадцатикратный чемпион Тихоокеанских игр.
Экс-рекордсмен мира на дистанциях 50 и 100 метров вольным стилем (на дистанции 50 м рекорд у Бионди в 1989 году отобрал Том Джагер , а на дистанции 100 м — Александр Попов в 1994 году). При этом рекорд на 100 м Бионди удерживал почти 9 лет с августа 1985 года, первым проплыв эту дистанцию быстрее 49 секунд. Кроме того, Бионди был рекордсменом мира в составе эстафетных команд США на дистанциях 4×100 м и 4×200 м вольным стилем и комбинированной эстафете 4×100 м.

## Биография
Вершиной олимпийской карьеры Бионди стали Олимпийские игры 1988 года в Сеуле. 22-летний Бионди выиграл 5 золотых медалей — на дистанциях 50 и 100 м вольным стилем, а также в составе сборной США во всех трёх проводившихся эстафетах. К этому Бионди добавил серебро на дистанции 100 м баттерфляем, где он уступил лишь 1 сотую секунды суринамцу Энтони Нести, который принёс Суринаму первую и до сих пор единственную золотую олимпийскую медаль в истории. Также Бионди был третьим на дистанции 200 м вольным стилем, проиграв австралийцу Данкану Армстронгу и шведу Андерсу Хольмерцу. 7 медалей на одной Олимпиаде (5 золотых) стали повторением достижения Марка Спитца, который 7 раз побеждал в 1972 году в Мюнхене.
В чемпионатах мира на «длинной воде» Бионди участвовал лишь дважды — в 1986 в Мадриде и в 1991 году в Перте, но сумел выиграть 11 медалей, из которых 6 были золотыми, 2 серебряными и 3 бронзовыми. На летней Универсиаде 1985 года и Играх доброй воли 1990 года завоевал 4 золотых и 1 серебряную медаль.
Дважды (1986 и 1988) Бионди признавался лучшим пловцом мира.
После Олимпиады в Сеуле ушел из плавания и стал заниматься водным поло. Но довольно скоро понял, что водное поло — это не его призвание, вернулся к занятиям плаванием. В 1992 году на Олимпиаде в Барселоне выиграл 2 золотые медали в эстафетах, а также стал вторым после Александра Попова на дистанции 50 метров вольным стилем.
В 1997 году Бионди был включён в Международный зал славы плавания.

## Личная жизнь
Занимался плаванием с 5 лет. В 1988 году Бионди закончил Калифорнийский университет в Беркли по специальности «экономика индустриальных обществ» (англ. Political Economy of Industrialized Societies). Здесь он тренировался под руководством Питера Кутино и Норта Торнтона. Выступая за университетские команды, 13 раз становился чемпионом NCAA по плаванию и трижды по водному поло (1983, 1984, 1987).
В 1995 году Бионди женился на Кирстен, у них трое детей — два сына Лукас и Нейт и дочь Макена. Позже стал работать учителем математики в одной из школ на Гавайях и заниматься общественной деятельностью. Сын Нейт занимается плаванием, как и отец, в Калифорнийском университете.